# Alfons Gorbach
Alfons Gorbach (né le 2 septembre 1898 à Imst, dans le Tyrol; mort le 31 juillet 1972 à Graz, Styrie) est un homme d'État du Parti populaire autrichien ayant exercé la fonction de chancelier fédéral de 1961 à 1964.

## Biographie
Lors de la Première République, Gorbach s'implique déjà dans la vie politique. De 1929 à 1932, il est conseiller municipal de la ville de Graz. Mais l'Anschluss, l'annexion de l'Autriche par l'Allemagne en 1938, le conduira en camps de concentration, d'abord à Dachau puis à Flossenbürg (de 1944 à la fin de la guerre).
Lors de la république provisoire post-guerre, il est nommé, en 1945, troisième président du Conseil national. Il y parvient de nouveau de 1956 à 1961, et en 1961 il accède à la chancellerie. Puis, de 1964 à 1970, il siège au Conseil national.
Le Parti populaire autrichien le nomme président d'honneur à vie.